# Желание подсматривать
«Желание подсматривать» (итал. Voglia di guardare) — художественный фильм 1986 года производства Италии, эротическая драма, снятая режиссёром Джо Д’Амато по своему же сценарию. Главные роли в этом фильме исполнили Дженни Тамбури, Марино Мазе, Лилли Карати, Лаура Гемсер, Альдина Мартано и Себастиано Сомма.

## Сюжет
Кристина — богатая девушка, она замужем и её жизнь полна наслаждений и роскоши. Однажды поздно ночью Кристину похищают для того, чтобы получить за неё выкуп. Через некоторое время ей удаётся убежать с помощью таинственного незнакомца, который влюбляется в неё. Незнакомец же на самом деле незнакомец только для Кристины, а вообще-то он друг её мужа.
В конце концов Кристина оказывается в борделе, специально оборудованном для подглядывания, где её окружают и другие девушки — Жозефин и Франческа. В итоге выясняется, что всем своим приключениям Кристина обязана своему мужу, который и наблюдает в борделе за тем, как она занимается любовью с другими мужчинами.

## В ролях
- Дженни Тамбури — Кристина
- Марино Мазе — Диего
- Себастиано Сомма — Андреа
- Лаура Гемсер — Жозефина
- Лилли Карати — Франческа
- Альдина Мартано

## Съёмочная группа
- Авторы сценария: Джо Д’Амато и Донателла Донати
- Режиссёр: Джо Д’Амато
- Оператор: Джо Д’Амато
- Композиторы: Гвидо Данелли и Стефано Маинетти
- Монтаж: Джо Д’Амато
- Костюмы: Итало Фокаччи

## Интересные факты
- Режиссёр Джо Д’Амато выступает в этом фильме под своим настоящим именем Аристиде Массаччеси.

## Технические данные
- Италия, 1986 год, киностудия Filmirage S.r.l.
- Видео — цветной, 86-89 мин.
- Аудио — моно
- Оригинальный язык — итальянский

## Другие названия
- Voglia di guardare
- Желание подсматривать, Скандальная Эмануэль, Скандальная Эммануэль, Подглядывающий
- Skandalöse Emanuelle — Die Lust am Zuschauen
- Peepshow
- Другие: Midnight Gigolo, Christina